# GAF Nomad
Il GAF Nomad è un aereo da trasporto leggero bimotore ad elica, progettato e costruito dall'azienda aeronautica australiana Government Aircraft Factories (GAF). È un velivolo STOL (Short Take-Off and Landing) ovvero una macchina capace di effettuare decolli ed atterraggi corti. Ne sono stati realizzati 170 esemplari in 9 versioni e la produzione è terminata nel 1984.

## Storia
Il Nomad fu concepito verso la fine degli anni sessanta dalla Government Aircraft Factories (GAF). L'azienda sviluppò un progetto di un velivolo polivalente e robusto, adatto sia per l'impiego civile che militare, con caratteristiche di decollo e atterraggio corti, in grado di operare nel difficile ambiente australiano.
Il prototipo, designato N2 Nomad, volò per la prima volta il 23 luglio 1971.
La prima versione di serie, designata N22, trasportava fino a 12 passeggeri con un equipaggio di 2 uomini. Successivamente la GAF ne sviluppò e realizzò un modello con una fusoliera allungata, capace di trasportare comodamente 17 passeggeri.
Oltre che in ambito civile, il Nomad, è stato adottato anche da diversi operatori militari in vari paesi asiatici, come pattugliatore marittimo a corto raggio, idrovolante e infine in una variante militare con fusoliera corta.

## Versioni
- N2 Nomad: designazione dei 2 prototipi. Realizzata in 2 esemplari;
- N22: versione realizzata per l'Australian Army: trasportava 12 passeggeri;
- N22B: variante civile capace di trasportare 13 passeggeri;
- N22F Floatmaster: versione idrovolante munita con 2 pattini di galleggiamento;
- N24: prima variante per l'impiego utility con una fusoliera allungata di 1.14 m;
- N24A: versione migliorata capace di trasportare 17 passeggeri. Realizzata in 40 unità;
- N24B Nomad Missionmaster: designazione della variante utility militare;
- Nomad Searchmaster: versione da pattugliamento marittimo e da sorveglianza territoriale;
- Nomad N22 Searchmaster B: variante migliorata da pattugliamento marittimo costiero. Realizzata in 7 esemplari.

## Utilizzatori

### Militari
Australia
- Royal Australian Air Force
- Royal Australian Army Aviation

 Filippine
- Philippine Air Force

12 tra N-22B e N-22C consegnati, 3 in servizio al febbraio 2020.
- Philippine Navy

 Indonesia
- Dinas Penerbangan TNI Angkatan Laut

 Papua Nuova Guinea
- Papua New Guinea Defence Force

 Thailandia
- Kongthap Akat Thai
- Royal Thai Navy

## Velivoli comparabili
Canada
- de Havilland Canada DHC-6 Twin Otter

 Israele
- IAI Arava

 Polonia
- PZL-Mielec M-28

 Regno Unito
- Short SC.7 Skyvan

 Spagna
- CASA C-212 Aviocar

## Galleria d'immagini

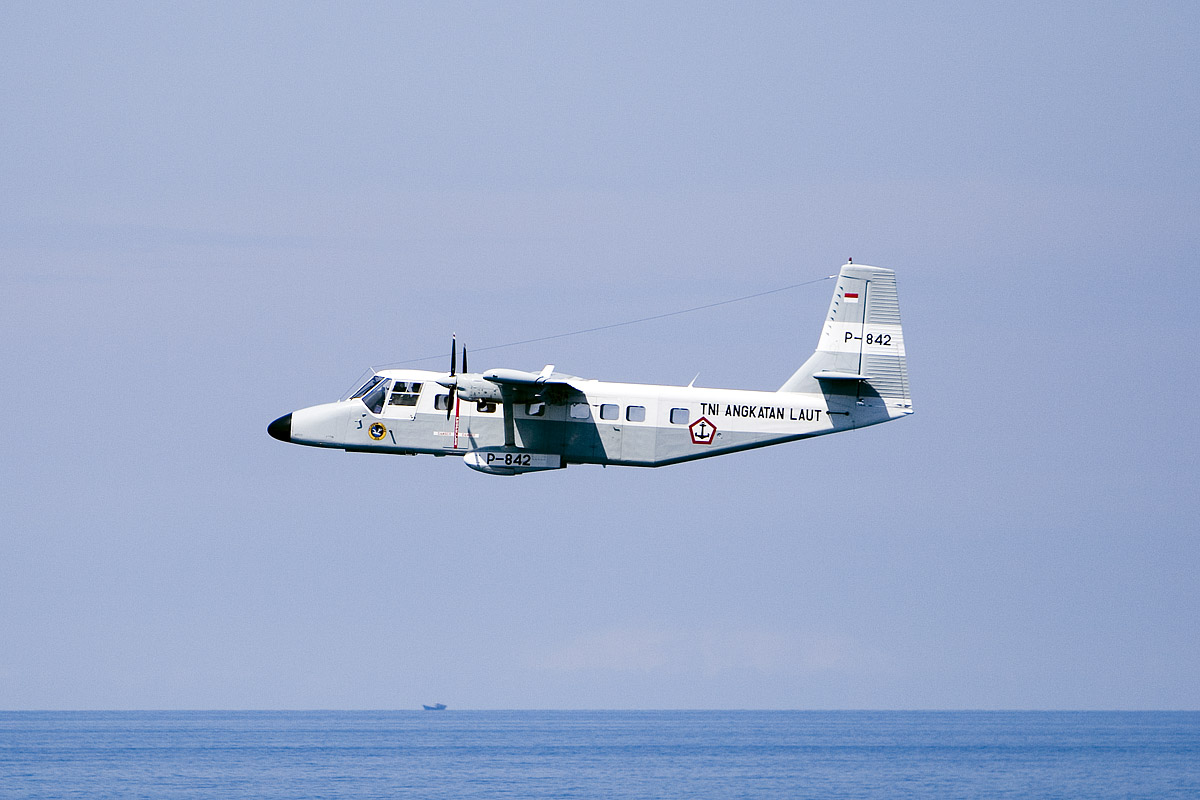
Un GAF Nomad della Dinas Penerbangan TNI Angkatan Laut.
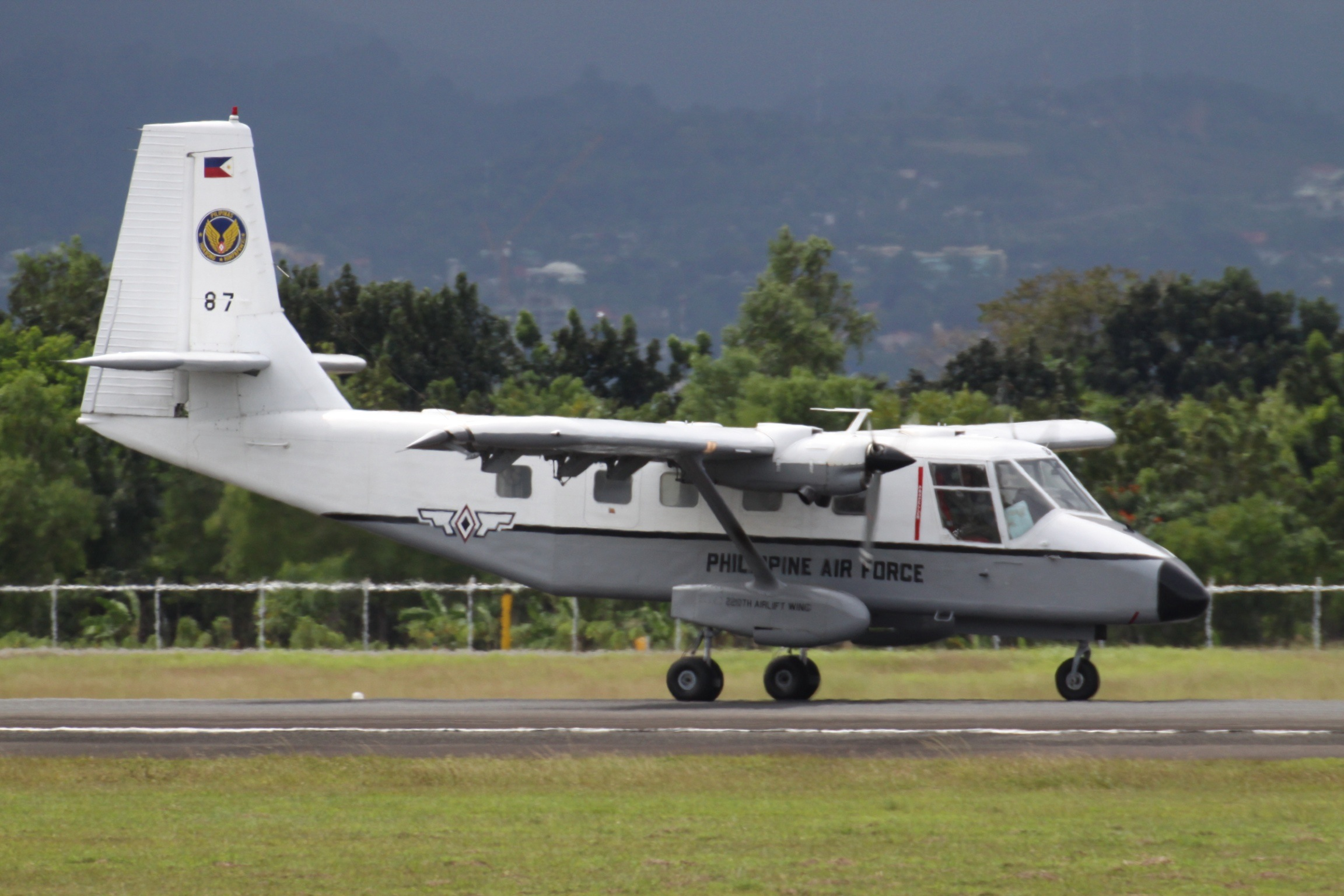
Un GAF Nomad della Philippine Air Force.
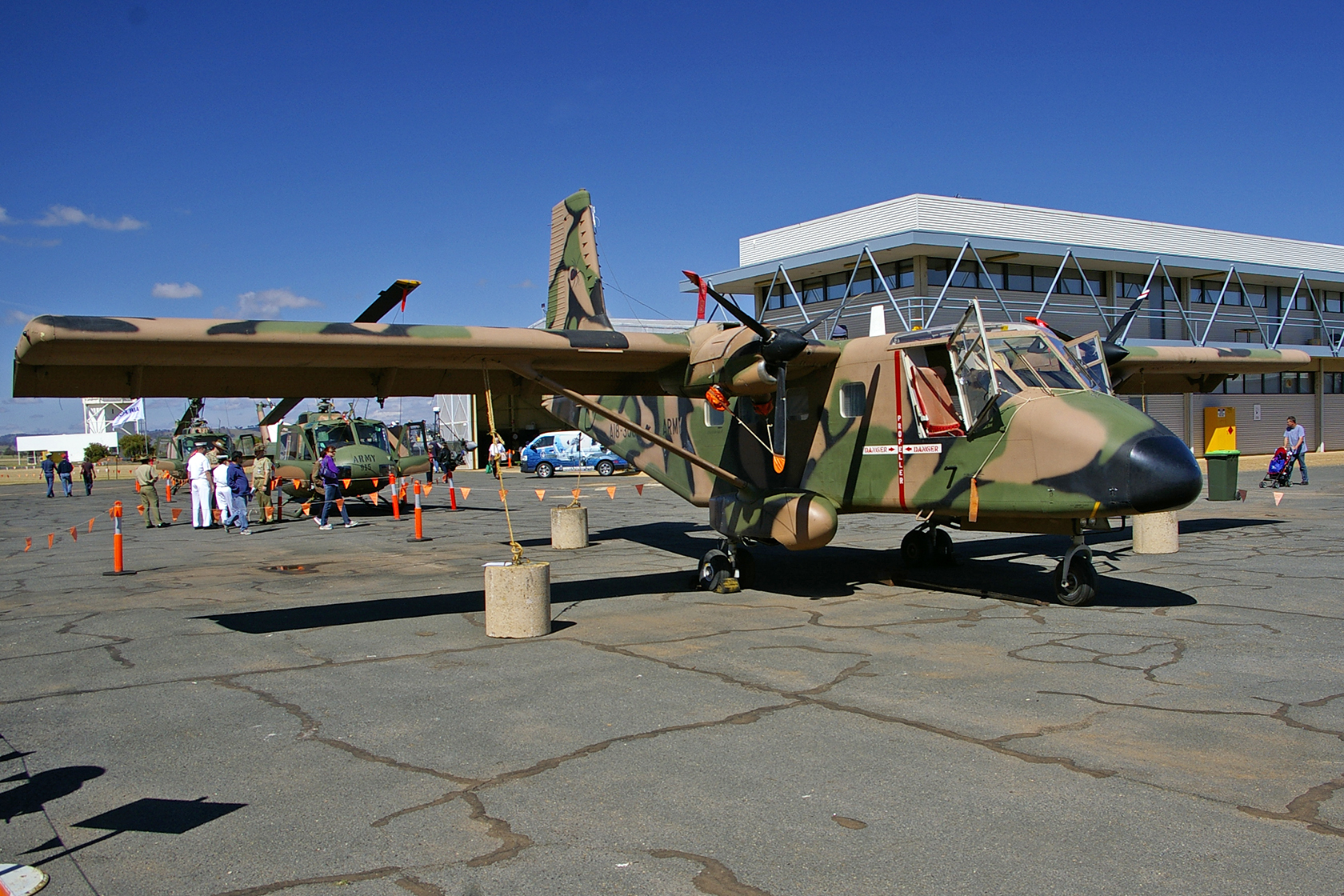
Un GAF Nomad dell'Australian Army.